# Ардо
Ардо або Ардон, Ардабаст (бл. 702 — бл. 721) — останній король вестготів у 714-721 роках.

## Життєпис
Походив з династії Хінтіли. Молодший син короля Вітіци. Втім деякі дослідники беруть ці факти під сумнів. Після смерті батька у 710 році разом з братами та іншими родичами при підтримці низки аристократів виступив проти зазіхань Родеріха на трон, але зазнав невдачі. Після замирення отримав частину особистої власності Вітіци.
Під час вторгнення арабів у 711 році не брав участь у бойових діях. Лише після смерті короля Родеріха приєднався до свого брата Агіли II, якого в Толедо було оголошено королем. Про участь у боях Ардо відомо замало. Після смерті (або зречення) брата Ардо став новим королем. Втім він контролював лише північні райони Тарраконської Іспанії та Септиманії. Більшу частину Піренейського півострова вже захопили араби. В Астурії втаборився Пелайо, а частину Кантабрії контролював місцевий герцог Петро.
Намагався продовжити боротьбу, але до 716 року араби зайняли Тарракону, 717 року було втрачено Барселону, Жирону та Емпоріон. Разом з тим в Септиманії зумів налагодити якісну оборону. Втім у 720 році зазнав поразки й у 721 році втратив важливе місто-фортецю Нарбонну, столицю провінції. За деякими відомостями король загинув під час цих боїв. До 725 року араби захопили Нім, Безьє і Каркассон та решту Септиманії.